# Bibliothèque présidentielle Boris-Eltsine
Pour les articles homonymes, voir Bibliothèque présidentielle (homonymie) et Boris Eltsine.
La bibliothèque présidentielle Boris-Eltsine (en russe : Президентская библиотека имени Б. Н. Ельцина) est une bibliothèque nationale russe fondée en 2007 par Vladimir Poutine. Située à Saint-Pétersbourg, elle est nommée en l'honneur de Boris Eltsine,.
En novembre 2014, l'institution annonce son intention de créer une encyclopédie en ligne, présentée comme une alternative à Wikipédia.